# 长尾妍蜂鸟
长尾妍蜂鸟（学名：Thalurania watertonii），是雨燕目蜂鸟科的一种鸟类。
长尾妍蜂鸟体重约4.6克，翼长约54.5毫米，嘴峰长约23.1毫米，喙宽度约2.3毫米，喙厚度约2.2毫米，跗蹠长约3.8毫米，尾长约51.8毫米。长尾妍蜂鸟在其分布区内为留鸟，其栖息在密集的高大树木组成的森林中，食性为草食性，主要食物来源是植物的花蜜。
长尾妍蜂鸟分布于巴西东部沿海地区的东帕拉州至伯南布哥州和巴伊亚州。该物种是单型物种，没有亚种分化。